# Flik Flak
Flik Flak est une marque de montres, créée 1987, appartenant à la société Swatch Group. Elle est à destination des enfants de trois à onze ans. 

## Conception et fabrication
C'est une montre d'apprentissage qui permet d'enseigner l'heure au moyen de deux aiguilles dessinées en forme de petits personnages. La plus grande des aiguilles de couleur bleu est appelée Flik et indique les minutes. La seconde aiguille, la plus petite de couleur rouge est dénommée Flak, elle compte les heures. Pour intéresser les enfants à cet apprentissage, une histoire autour des deux aiguilles est racontée faisant de Flik et de Flak des frère et sœur. Les deux personnages ont ensuite été remplacés par des pirates, princesses et héros de dessins animés, et une gamme de bijoux a été également développée.
Les montres Flik Flak sont fabriquées en Suisse et sont munies d'un mouvement à quartz. Les montres sont composées d'une vingtaine de pièces seulement contre une cinquantaine pour une Swatch. Étanche et lavable en machine, seule la pile est changeable.

## Pédagogie
Le cadran des montres est muni de couleurs contrastées permettant aux enfants de s'approprier la lecture de l'heure. Toutes les heures et les tranches de cinq minutes sont inscrites en chiffres, le reste des minutes est symbolisé par une série de petits points. Par ailleurs, la marque diffuse auprès des enseignants un kit pédagogique reprenant les codes couleurs pour la lecture des minutes et des heures.